# Atoomschaak
Atoomschaak of Atomic Chess is een variant van het schaakspel. In deze variant "exploderen" stukken als ze een ander stuk slaan. Dat houdt in dat het stuk dat wordt geslagen, het stuk dat slaat en de stukken op de velden eromheen van het bord verdwijnen.

## Regels
- Wanneer een stuk wordt geslagen, verdwijnt zowel het stuk dat wordt geslagen, het stuk dat slaat en de stukken op de velden eromheen (ook diagonaal).
- Een pion vormt een uitzondering, hij kan niet verdwijnen als een stuk op een aanliggend veld wordt geslagen.
- Een koning mag geen stukken slaan, omdat hij dan zelf explodeert.
- Een speler verliest wanneer hij mat staat of wanneer zijn koning wordt geslagen.
- Een koning mag naast de koning van de tegenstander gaan staan, omdat de koning slaan voor de tegenstander dan suïcidaal is.
- Pat is nog steeds remise.